# Mohamed Cisse
Mohamed Cisse (ur. 10 lutego 1982 w Konakry), gwinejski piłkarz, występuje na pozycji pomocnika.

## Kariera
Swoją karierę zaczynał w klubie o nazwie Horoya AC. W sezonie 2003/2004 przeniósł się do Belgii, by reprezentować barwy Royalu Antwerp. Początek nie był zbyt udany, bo podopieczni René Desaeyere spadli z ligi, zajmując ostatnią pozycję. Mimo degradacji klubu, Cisse nadal był podstawowym graczem pierwszego zespołu. Przez pewien czas jego klubowym kolegą był inny Gwinejczyk, Naby-Moussa Yattara. W sezonie 2012/2013 Cisse był graczem belgijskiego RFC Tournai, w którym zakończył karierę sportową.